# 卵叶野丁香
卵叶野丁香（学名：Leptodermis ovata）为茜草科野丁香属下的一个种。

## 扩展阅读
- 維基物種上的相關：卵叶野丁香